# Бошмен-Надо, Мари-Эв
Мари-Эв Бошмен-Надо (фр. Marie-Ève Beauchemin-Nadeau; род. 13 октября 1988, Монреаль, Квебек) — канадская тяжелоатлетка, выступающая в весовой категории до 76 килограммов. Чемпионка Игр Содружества, призёр Универсиад.

## Биография
Мари-Эве Бошмен-Надо родилась 13 октября 1988 года.

## Карьера
На чемпионате мира 2006 Мари-Эв Бошмен-Надо заняла восемнадцатое место в весовой категории до 69 килограммов. Канадская тяжелоатлетка завершила соревнования с результатом 198 кг (88 + 110).
На чемпионате мира среди юниоров 2007 года Бошмен-Надо заняла седьмое место с результатом 197 килограммов, а в том же году на взрослом чемпионате мира сумела поднять на пять килограммов меньше и стала 23-й.
На юниорском чемпионате мира 2008 года Мари-Эв заняла пятое место, улучшив свой результат до 208 килограммов. В том же году она завоевала бронзовую медаль на мировом университетском чемпионате, подняв в сумме двух упражнений 213 килограммов.
На чемпионате мира 2009 года Мари-Эв Бошмен-Надо подняла 218 килограммов и стала двенадцатой. В следующем году она выступала в весовой категории до 75 килограммов, завоевала ещё одну бронзу на университетском чемпионате мира, а на взрослом первенстве стала тринадцатой. На Играх Содружества 2010 года в Дели завоевала серебряную медаль, подняв 225 килограммов (99 + 126).
В 2011 году Бошмен-Надо вновь стала выступать в категории до 69 кг. На летней Универсиаде в Шэньчжэне в весовой категории до 69 килограммов канадка завоевала бронзовую медаль, а в том же году на чемпионате мира стала пятнадцатой. На этих турнирах на подняла 235 и 228 кг, соответственно.
В 2012 году Мари-Эв Бошмен-Надо представляла Канаду на летних Олимпийских играх 2012 года в Лондоне. Канадка заняла шестое место, подняв рекордные для себя 239 килограммов в весовой категории до 69 кг.
С 2013 года Бошмен-Надо стала выступать в весовой категории до 75 килограммов. На летней Универсиаде в Казани завоевала бронзовую медаль с результатом 233 кг, а на чемпионате мира улучшила свой результат до 241 кг (106 + 135) и стала пятой.
На Играх Содружества 2014 года в Глазго Мари-Эв Бошмен-Надо стала чемпионкой в весовой категории до 75 килограммов. Её результат составил 250 кг: 110 кг в рывке и 140 кг в толчке. В том же году она участвовала на чемпионате мира, но уступила своему достижению того же года 15 килограммов, став в итоге девятой. Однако c таким же результатом она выиграла университетский чемпионат мира 2014 года.
На Панамериканских играх 2015 года Бошмен-Надо стала четвёртой с результатом 225 кг. На чемпионате мира она вновь перешла в весовую категорию до 69 килограммов, но стала лишь двадцатой с результатом 221 кг (97 + 124).
На Панамериканском чемпионате 2016 году канадца завоевала бронзовую медаль, подняв 237 кг. В том же году она представляла Канаду на вторых для себя Олимпийских играх в Рио-де-Жанейро и заняла девятое место. Она уступила своему результату прошлого старта девять килограммов, подняв в рывке 98 кг, и в толчке 130 кг. На университетском чемпионате мира она завоевала серебро с результатом 215 кг.
В 2017 году вновь стала выступать в весовой категории до 75 килограммов. На Панамериканском чемпионате 2017 года стала четвёртой с результатом 228 кг, а на чемпионате мира в Анахайме заняла седьмое место, подняв в сумме двух упражнений 227 кг.
На третьих для себя Играх Содружества 2018 года в Голд-Косте завоевала серебряную медаль с результатом 221 кг. На чемпионате мира в Ашхабаде стала девятой с результатом 220 кг (96 + 124).